# 内瓦什
内瓦什（法語：Névache，法語發音：[nevaʃ]）是法国上阿尔卑斯省的一个市镇，位于该省东北部，和伊泽尔省及意大利接壤，属于布里扬松区。

## 地理
内瓦什（45°1'7"N, 6°36'17"E）面积191.93 平方千米，位于法国普罗旺斯-阿尔卑斯-蓝色海岸大区上阿尔卑斯省，该省份为法国东南部内陆省份，北起萨瓦省，西北接伊泽尔省，西南接德龙省，南至上普罗旺斯阿尔卑斯省，东北部与意大利接壤。
与内瓦什接壤的市镇（或旧市镇、城区）包括：勒莫内捷莱班、蒙热内夫尔、拉萨勒莱萨尔普、瓦勒德普雷、莫達訥、奥雷勒、瓦卢瓦尔、瓦尔梅尼耶、巴多内基亚、切萨纳托里内塞、乌尔克斯。

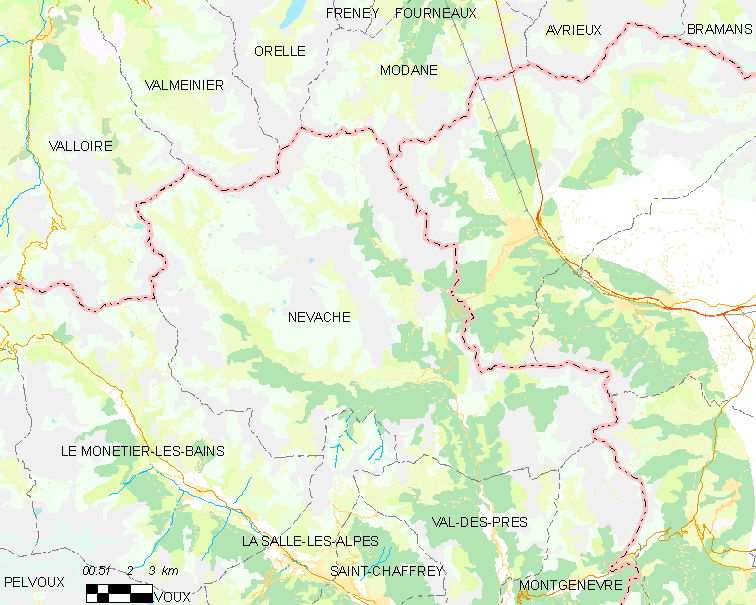
内瓦什的OSM定位图

内瓦什的时区为UTC+01:00、UTC+02:00（夏令时）。

## 行政
内瓦什的邮政编码为05100，INSEE市镇编码为05093。

## 政治
内瓦什所属的省级选区为布里扬松第二县。

## 人口

1962-2008年间内瓦什人口变化图示

内瓦什于2022年1月1日时的人口数量为360人。